# 瑞克·斯克路德
瑞克·斯克路德（Richard Bartlett "Ricky" Schroder, Jr.，1970年4月13日—）是美國的一位演員和導演。他在9歲時就已經以童星身份出道，出演過多部電影和電視劇。